# Sseugaechima

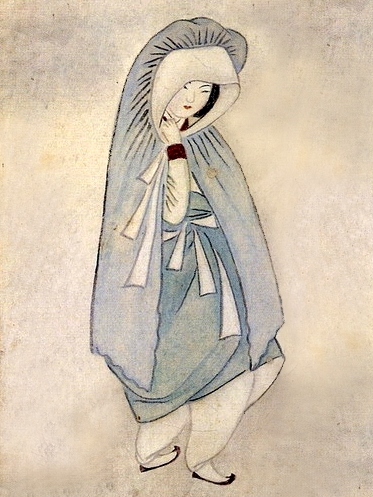
Một người phụ nữ mặc sseugaechima (tranh: Lovers under the moon (월하정인,)” của Shin Yun-bok sau năm 1805)

Sseugaechima (쓰개치마, nghĩa đen: 'váy đội đầu') là một loại mũ đội đầu mà phụ nữ quý tộc Hàn Quốc sử dụng vào giữa và cuối triều đại Joseon (1392–1897) để che khuôn mặt. Khi các lý tưởng của Nho giáo trở nên mạnh mẽ hơn, phụ nữ buộc phải giấu mặt với đàn ông khi ra khỏi nhà. Có một số loại mũ mà phụ nữ thời Joseon sử dụng tùy theo cấp bậc của họ: neoul được sử dụng bởi các cung nữ, sseugaechima được sử dụng bởi các phụ nữ lưỡng ban; và jang-ot được sử dụng bởi phụ nữ trung nhân hoặc thường dân. Sseugaechima là một bộ quần áo có hình dạng như váy và chủ yếu được làm từ bông hoặc lụa.